# Хейер, Артур
Артур Хе́йер (нем. Arthur Heyer; 28 февраля 1872, Хархаузен, Тюрингия — 30 июля 1931, Будапешт) — немецко-венгерский художник-анималист.

## Биография
Артур Хейер родился в Хархаузене, Саксен-Кобурге и Готе в 1872 году. Второй сын местного школьного учителя Георга Германа Хейера и его жены Фридриче. В 1875 году семья переехала в Готу, где Хейер провел школьные годы.
Основываясь на своих художественных талантах, он посещал с 1890 по 1895 год Unterrichtsanstalt des Kunstgewerbemuseums Berlin. Его учителем был Макс Фридрих Кох. В этот период он также опубликовал свои первые иллюстрации в различных газетах, особенно в тех, где редактором был Евгений Рихтер . В 1892 и 1895 годах Хейер совершил учебные поездки в Трансильванию, где познакомился с местной венгерской культурой. В 1896 году он переехал в Будапешт и стал зарабатывать на жизнь книжными иллюстрациями. В 1900 году Хейер стал натурализованным гражданином Венгрии, а затем стал поданным Австро-Венгерской империи. В 1906 году он провел свою первую выставку в Будапеште, за которой последовали многочисленные другие. В 1909 году он также провел две выставки в Тюрингии, в музее Великого герцога в Веймаре и в Гуннском Кунствейне. В 1911 году Хейер получил венгерскую премию графа Андраши. После нескольких выставок, в том числе в Венском Кюнстлерхаусе и Стеклянном дворце в Мюнхене, он был назначен там профессором в 1915 году. В 1929 году Венгерский национальный музей в Будапеште приобрел его автопортрет. В 1931 году Артур Хейер умер в Будапеште в возрасте 59 лет был удостоен государственных похорон на кладбище Керепеши.

## Работы

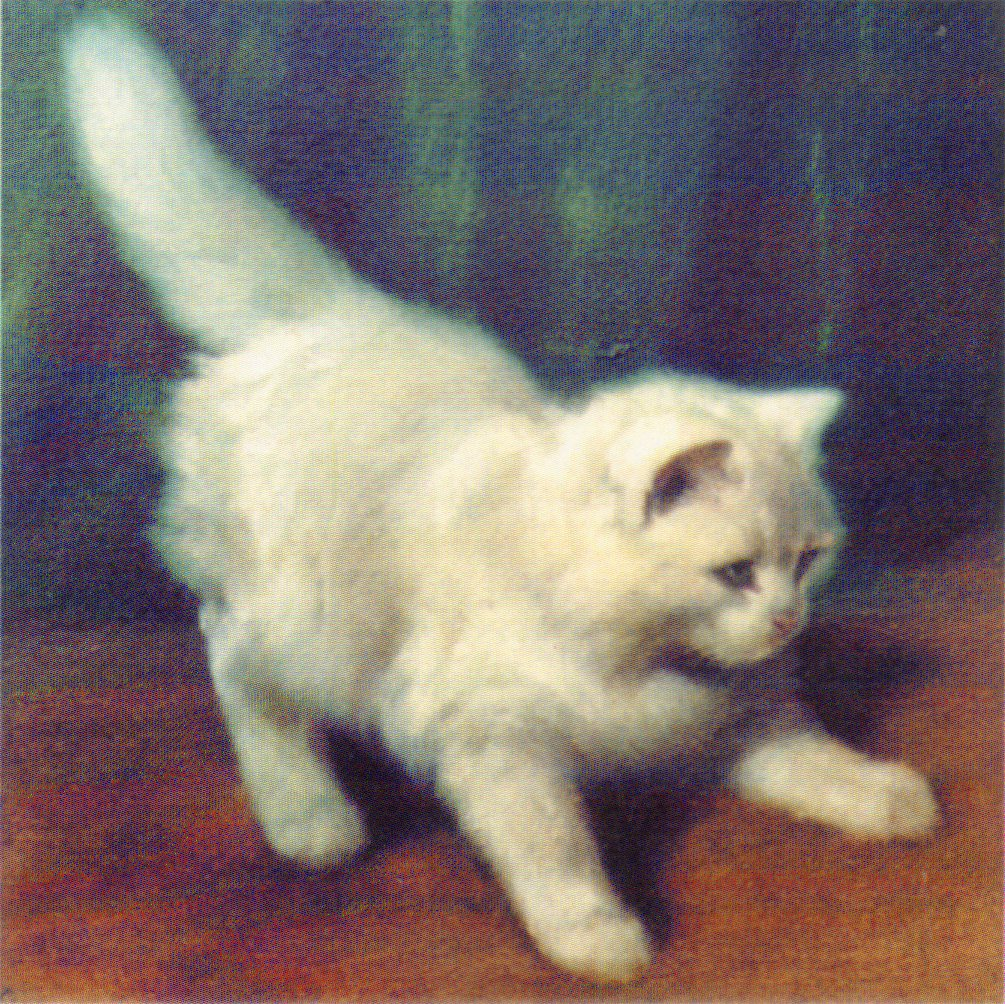
Молодой ангорский кот, холст, масло, 40 × 50 см

В дополнение к своим ранним сатирическим рисункам, Хейер также рисовал изображения животных, особенно кошек. Большое количество картин, часто написанных по заказу, на которых изображены ангорские кошки разных оттенков, написаны в натуралистической манере. По этой причине его также называли «Кот-Хейером». Кроме того, сохранились многочисленные изображения других животных, таких как олени, зайцы, фазаны, цыплята и собаки (в основном его собака Муки). Сегодня они часто распространяются в виде постеров и репродукций.
В 1919 году он также издал две детские книги с рисунками животных, дополненными стихами: Im Wunderwald, ein Märchen («Я Вундервальд, сказка») и Niki, eine drollige Hundegeschichte («Ники, забавная собачья сказка»).